# Walter de Henley
Pour les articles homonymes, voir Henley.
Walter de Henley fut au XIIIe siècle l'un des premiers agronomes anglais, qui écrivait en français.
Parmi ses œuvres les plus connues, Le Dite de Hosebondrie, écrit vers 1280 et le Traité agricole dont 32 copies sont parvenues jusqu'à nous, sur des parchemins manuscrits, preuve de son succès à l'époque. Walter de Henley composa son traité en se fondant sur la Seneschaucie, vers 1280-90, et une synthèse des deux traités fut, ensuite, publiée sous le nom de Fleta. Il était un familier du roi d'Angleterre Henri II Plantagenêt, dont les relations avec les Capétiens étaient tendues, après avoir acquis ses compétences sur un domaine agricole des Midlands.
L'élan scientifique intellectuel qui se manifesta alors au XIIIe siècle fut stimulé par la diffusion des écrits d'Aristote, transmis par les Arabes, par le développement de la logique qui prit le pas alors la rhétorique, et par l'usage croissant de la langue vulgaire dans la littérature, les actes publics ou les écrits scientifiques, comme ceux de Walter de Henley.
À la même époque, un autre agronome, l'ecclésiastique Robert Grosseteste (1175–1253), écrivit vers 1245, dans ses vingt-huit Règles pour la Comtesse de Lincoln afin de “garder et governer terres et hostels”, un modèle de comportement pratique, et de préceptes pour l’action seigneuriale, dans la gestion d'un domaine agricole. L’évêque de Lincoln prescrivait, dans ce document, à Marguerite de Blundeville de s’occuper personnellement de la gestion de ses manoirs par enquête "jurée" comprenant libres et vilains, afin d'associer les habitants à la recherche d'une meilleure productivité.
Walter de Henley a contribué au développement de l'assolement triennal, qui permit de diminuer les temps de jachère et de limiter l'impact des intempéries. Il s'était cependant montré réservé sur la traction hippique, plus efficace que celle opérée par des bœufs, même si les deux animaux ont la même force de traction, le cheval pouvant travailler deux heures de plus et avancer à une vitesse supérieure de 35 %. Il compara les coûts des deux animaux et constata que le cheval coûtait cher en avoine. Un de ses disciples, à Dunster dans le Somerset, a recopié ses livres, où la curiosité agronomique le dispute aux considérations morales.